# Emilio Cecchi
Pour les articles homonymes, voir Cecchi.
Emilio Cecchi, né à Florence le 14 juillet 1884 et mort à Rome le 8 septembre 1966, est un écrivain italien, critique littéraire et critique d'art, traducteur, scénariste et producteur de cinéma.
Il est le père de Dario Cecchi, connu surtout pour ses décors et costumes de nombreux films italiens

## Biographie
Emilio Cecchi suivit ses études à Florence. Après avoir fait ses débuts en tant que critique d'art dans la revue La Voce, il se rendit à Rome en 1910. Deux ans plus tard, il publia un essai sur La poesia di Giovanni Pascoli, puis il se tourna principalement vers la littérature britannique, à laquelle il consacra de nombreux travaux de critique et de traduction. Il fut sans doute le premier journaliste littéraire italien à signaler l'importance de l'Ulysse de James Joyce. Parmi ses autres découvertes, figure le poète italien Dino Campana.
En 1919, Cecchi fit partie des « sept sages » qui fondèrent la revue romaine La Ronda, qui prônait un retour à la tradition dans le domaine littéraire, par opposition aux avant-gardes. Lui-même mit en application l'esthétique « rondiste » dans son œuvre, sous la forme de textes courts et d'une perfection formelle, réunis par la suite dans les recueils Pesci rossi (1920) et Corse al trotto vecchie e nuove (1947).
Cecchi collabora à plusieurs périodiques : Marzocco, Dedalo, Leonardo, L'Esame et L'Italia letteraria. Il fut aussi un historien de l'art, spécialiste de la peinture siennoise et du Quattrocento florentin.
En 1925, il fut l'un des signataires du Manifeste des intellectuels antifascistes rédigé par Benedetto Croce.
Emilio Cecchi écrivit le scénario d'une dizaine de films et en produisit trois. Il était également le père de la scénariste Suso Cecchi D'Amico.
Il reçut la distinction de chevalier grand-croix de l'ordre du Mérite de la République italienne.

## Œuvres littéraires
Critique littéraire
- La poesia di Giovanni Pascoli, 1912
- Storia della letteratura inglese del secolo XIX, 1915
- Scrittori inglesi e americani, 1937
- I grandi romantici inglesi, 1957
- Il meglio di Katherine Mansfield, 1957

Critique d'art
- Pittura italiana dell'Ottocento, 1926
- Trecentisti senesi, 1928
- Pietro Lorenzetti, 1930
- Note alla II Quadriennale, 1935
- Giotto, 1937
- Donatello, 1942
- Scultura fiorentina del Quattrocento, 1956

Littérature
- Pesci rossi, 1920
- Amando Spadini, 1927
- Corse al trotto, 1936
- L'Osteria del cattivo tempo, 1942
- America amara, 1940
- Messico, 1941. Traduction française Mexique, Climats, 1992
- Qualche cosa, 1943
- Corse al trotto vecchie e nuove, 1947
- Saggi e vagabondaggi, 1962
- Et in Arcadia ego

## Filmographie
Scénarios/dialogues
- 1932 : La Table des pauvres (La Tavola dei poveri) d'Alessandro Blasetti
- 1933: Acciaio, film de Walter Ruttmann
- 1934: 1860, film d'Alessandro Blasetti
- 1941: Piccolo mondo antico (Le Mariage de minuit), d'après le roman d'Antonio Fogazzaro, film de Mario Soldati
- 1942: Sissignora, film de Ferdinando Maria Poggioli
- 1942: Tragica notte, film de Mario Soldati
- 1943: Giacomo l'idealista, film d'Alberto Lattuada
- 1943: Harlem, film de Carmine Gallone
- 1946: Mio figlio professore, film de Renato Castellani
- 1948: Sotto il sole di Roma, film de Renato Castellani
- 1949 : Fabiola, film d'Alessandro Blasetti
- 1949 : Le Chevalier de la révolte (Vespro siciliano)

Productions
- Gli Uomini, che mascalzoni! (Les hommes, quels mufles !), 1932, film de Mario Camerini
- Acciaio, 1933, film de Walter Ruttmann
- 1860, 1934, film d'Alessandro Blasetti

## Source de traduction
- (it)/(de) Cet article est partiellement ou en totalité issu des articles intitulés en italien « Emilio Cecchi » (voir la liste des auteurs) et en allemand « Emilio Cecchi » (voir la liste des auteurs).